# Culiseta marchettei
Culiseta marchettei är en tvåvingeart som beskrevs av Mauricio Garcia och Jeffery 1969. Culiseta marchettei ingår i släktet Culiseta och familjen stickmyggor. Inga underarter finns listade i Catalogue of Life.